# Владыкин, Александр Львович
Алекса́ндр Льво́вич Влады́кин (26 июля (7 августа) 1867, Саратов, Российская империя — 1936, Ленинград) — российский, советский педиатр, доктор медицины, профессор; создатель первого в России отделения новорождённых при Императорском клиническом повивально-гинекологическом институте (ныне Институт акушерства и гинекологии им. Д. О. Отта), а также кафедры физиологии и патологии новорождённых того же института. Потомственный дворянин, статский советник.

## Биография
Родился в Саратове, в семье настоятеля церкви Александровского ремесленного училища, протоиерея Льва Иоанновича Владыкина (1838—1908).
Среднее образование Александр Владыкин получил в Саратовской мужской гимназии, которую с золотой медалью окончил в 1889 году. В том же году поступил в Императорскую Военно-медицинскую академию, которую с отличием окончил в 1894 году. Был выпущен лекарем 1-го разряда, и до откомандирования по месту дальнейшей службы выдержал экзамен для последующего получения звания доктора медицины.
С 1895 года в течение четырёх лет, как пользовавшийся в годы учёбы казённой стипендией, служил младшим врачом 6-й резервной артиллерийской бригады со штаб-квартирой в Саратове. В 1899 году, после защиты в Военно-медицинской академии диссертации на звание доктора медицины, до 1901 года продолжил службу врачом в той же бригаде, но уже в качестве вольноопределяющегося.
В 1901 году А. Л. Владыкин вышел в отставку и поступил на службу земским врачом г. Мценска Орловской губернии, где проработал до 1906 года.
В 1904 году земство командировало Александра Львовича для усовершенствования в Санкт-Петербургский клинический институт Великой княгини Елены Павловны, при котором незадолго до этого была образована кафедра детских болезней под руководством профессора А. А. Руссова. Здесь Александр Львович всерьёз увлекся педиатрией.
В 1906 году А. Л. Владыкин перебрался в Петербург, где был зачислен сначала экстерном, а с 1907 года штатным врачом-ассистентом Императорского клинического повивально-гинекологического института. В его обязанности вошли организация и последующее заведование первым в структуре родовспомогательных учреждений России отделением для новорождённых. Чтобы ознакомиться с устройством подобных отделений в Европе, летом 1907 года Александр Львович побывал в родильных учреждениях Берлина, Вены и Праги.
В течение 1908 года, исполняя обязанности заведующего отделением новорождённых повивально-гинекологического института, Александр Львович посещал теоретические и практические занятия при кафедре А. А. Руссова на базе детской больницы принца Петра Ольденбургского. В эти же годы он начал преподавать курс ухода за новорождёнными в Акушерской школе при повивальном институте и цикл лекций по физиологии и патологии новорождённых на курсах для усовершенствования врачей.
В 1912 году Александр Львович был утверждён в должности старшего ассистента Императорского клинического повивально-гинекологического института. Уже в следующем году на 2-й Всероссийской Гигиенической выставке в Петербурге показательному отделению новорождённых А. Л. Владыкина была присуждена высшая награда.
В 1914 году с началом деятельности Всероссийского Попечительства об охране материнства и младенчества (Охрматмлада) А. Л. Владыкин принял участие в его организации. Он состоял председателем комиссии по устройству показательной выставки имени К. А. Раухфуса, оборудовав на ней по собственному плану отдел гигиены и диететики раннего детского возраста. Кроме того, Александр Львович состоял товарищем председателя комиссии по популяризации знаний по охране материнства и младенчества; редактировал приготовленные к печати брошюры по основным вопросам Охрматмлада; был редактором первых номеров журнала «Охрана материнства и младенчества»; заложил основы статистического и справочного отделов Попечительства; был избран устроителем первых курсов для сестёр по вопросам охраны материнства и младенчества, составил программу и состоял лектором этих курсов.
После победы Октябрьской революции, в 1918 году в Акушер-гинекологическом институте были образованы коллегиальные органы управления. А. Л. Владыкин был избран секретарём правления Совета института и учёным секретарём сначала научных конференций, а с 1919 года всего института.
Не оставляя работы в Акушер-гинекологическом институте, Александр Львович был избран доцентом кафедры педиатрии Государственного института для усовершенствования врачей, где с 1921 года начал преподавание курса физиологии и патологии новорождённых.
Спустя 2 года кафедра физиологии и патологии новорождённых была утверждена и уставом Акушер-гинекологического института. Её организатором и первым профессором оказался А. Л. Владыкин. Последним деянием Александра Львовича стала консультация для грудных детей, которую в 1924 году он организовал при своей кафедре.
С мая 1928 года по сентябрь 1930 года помимо своих основных обязанностей А. Л. Владыкин исполнял обязанности заместителя директора института сначала по научной-учебной, а затем по организационной работе.
В 1932 году профессор Александр Львович Владыкин вышел в отставку и, по данным М. С. Маслова скончался в Ленинграде, в 1936 году (в других источниках[где?] указывается 1937 год). Место упокоения профессора установить не удалось.

## Семья и места проживания
В Петербурге до революции 1917 года А. Л. Владыкин проживал сначала на Васильевском острове в доме № 9 по 18 линии, а затем на Большом проспекте Петроградской стороны в доме № 57.
Позже Александр Львович с женой перебрался в квартиру своего брата Владимира Львовича на Знаменской ул. (с 1923 года ул. Восстания), д. 19.
Владимир Львович Владыкин (1867—1942) был известным в Петербурге архитектором, выпускником Императорской академии художеств. В конце XIX — начале XX века реализовал в Саратове несколько проектов в качестве архитектора.
Братья Владыкины были женаты на сёстрах — Вере Васильевне (1971—1942) и Зинаиде Васильевне (1874—1941). У Владимира Львовича был сын Евгений (1902—1942).
Все члены семьи профессора А. Л. Владыкина, оставшиеся после его смерти: Владимир Львович, Вера Васильевна, Зинаида Васильевна и Евгений Владимирович погибли от голода во время блокады Ленинграда в первую — самую холодную и голодную зиму.

## Научные труды
Профессором В. Л. Владыкиным опубликовано 22 научные работы, посвящённые актуальным вопросам физиологии и патологии новорождённых.
- Владыкин А. Л. О влиянии на морфологический состав крови введения в нее некоторых газов : Дисс. на степень д-ра мед. А.Л. Владыкина / Из Патол.-анатомич. отд. Имп. Ин-та эксперим. медицины. — СПб.: тип. А. Якобсона, 1898/99. — 54 с. — (Серия диссертаций, допущенных к защите в Императорской Военно-медицинской академии в 1898/9 г. ; № 54).
- Владыкин А. Л. Вскармливание в первые дни жизни. — СПб., 1909.
- Владыкин А. Л. Уход за новорожденными. — СПб.: тип. Штаба Отд. корп. погр. стражи, 1912. — 80 с.
- Владыкин А. Л. Новорожденные : Пол, размеры, мертворождаемость, смертность, заболевания / д-р мед. А.Л. Владыкин, дет. врач при С.-Петерб. имп. повивально-гинекол. ин-те. — СПб.: Гос. тип., 1912. — 108 с.
- Виридарский С. Т., Владыкин А. Л., Замшин А. И. и др. Четыре года клинической жизни Клинического повивально-гинекологического института. (1904 г. - 1907 г.) : Мед. отчет, сост. врачами Ин-та С.Т. Виридарским, А.Л. Владыкиным, А.И. Замшиным [и др.] / Под ред. и с предисл. дир. Ин-та проф. Д.О. Отта. [Ч. 1-3]. — СПб.: Гос. тип., 1911-1913. — Т. 3. — 108 с. — (Труды врачей Клинического повивально-гинекологического института ; № 14).

#### Доклады на заседаниях Общества детских врачей
(перечислены только доклады, прочитанные до 1936 г.)
- Гемоизоагглютинация у новорожденных (24.09.1925)
- Редкая аномалия развития (демонстрация) (1926)

## Вклад в педиатрию
Наряду с Владиславом Осиповичем Губертом, который в 1903 году создал первый в Петербурге приют для выхаживания недоношенных детей, А. Л. Владыкин оказался у истоков такой педиатрической специальности как неонатология.
Он стал организатором первого в России отделения новорождённых при родовспомогательном учреждении, первым начал чтение курса лекций по физиологии и патологии новорождённых при организованной и возглавляемой им первой в СССР одноимённой кафедре.